# يطروفة ستولمانية
يطروفة ستولمانية (الاسم العلمي:Jatropha stuhlmannii) هي نوع من النباتات تتبع جنس اليطروفة من الفصيلة الفربيونية.